# Naccula
Naccula is een geslacht van weekdieren uit de klasse van de Gastropoda (slakken).

## Soorten
- Naccula compressa (Verco, 1906)
- Naccula parva (Angas, 1876)
- Naccula punctata (Quoy & Gaimard, 1834)